# (10416) Коттлер
(10416) Коттлер (англ. Kottler) — астероид, относящийся к группе астероидов, пересекающих орбиту Марса, который был открыт 14 ноября 1998 года в рамках проекта по поиску астероидов LINEAR в обсерватории Сокорро и назван в честь Герберта Коттлера, заместителя директора Лаборатории Линкольна Массачусетского технологического института.

Орбита астероида Коттлер и его положение в Солнечной системе